# Alex Bellini
Alex (Alexandro) Bellini (Edolo, 15 settembre 1978) è un esploratore italiano, diventato noto al pubblico per le sue imprese estreme, tra cui le traversate oceaniche a remi, in solitaria e in completa autonomia.

## Imprese sportive
Nel novembre 2000 corre la maratona di New York in 3 ore e 52 minuti.
Nell'aprile del 2001 partecipa alla Marathon des Sables nel deserto del Marocco, corsa a tappe di 250 km in piena autonomia.
Nel febbraio 2002 partecipa all'Alaska ultrasport extreme: circa 600 km a piedi in autonomia trainando una slitta.
Nel febbraio 2003 ritorna in Alaska per l'Alaska ultrasport impossible: circa 1400 km a piedi in autonomia. Conclude al terzo posto in circa 27 giorni.
Il 10 ottobre 2004 parte per la prima delle sue traversate oceaniche a remi in solitaria, denominata Alone 2004. Partito da Genova, il suo primo tentativo si conclude 5 ore dopo la partenza a causa di condizioni meteo-marine avverse. Ripartito 11 giorni dopo con obiettivo Guyana francese, dopo 23 giorni di navigazione naufraga sull'isola di Formentera a causa di forte vento di maestrale.
Il 18 settembre 2005, con una nuova barca in vetroresina di 700 kg di peso, parte dal molo di Quarto (GE) con obiettivo di raggiungere Fortaleza, Brasile, dove arriva il 2 maggio 2006, dopo 224 giorni e 11000 km di navigazione, lottando contro fame e imprevisti di ogni natura. Il 5 dicembre 2005 viene fermato dalla gendarmeria marocchina che lo trattiene nel porto di Tangeri (Marocco). Viene rilasciato il 7 dicembre 2005. Trascorsi sei mesi di navigazione, resta senza cibo. Riceve assistenza in due occasioni da parte di navi porta-container. Successivamente, rimasto nuovamente senza cibo, sopravvive cinque giorni a  digiuno fino a raggiunge il piccolo arcipelago di San Pietro e San Paolo, (Brasile). L'arrivo a Fortaleza (Brasile) il 30 aprile 2006, gli vale il nuovo record di traversata a remi dell'oceano Atlantico più lunga (224 giorni). La traversata porta inoltre, grazie agli sponsor, 58 000 euro per la costruzione di un centro di accoglienza infantile in Brasile.
Il 21 febbraio 2008, da Lima (Perù) prende il via la traversata dell'oceano Pacifico a remi in solitaria con destinazione Sydney, Australia. Navigherà per 18.000 km e 294 giorni. Il 12 dicembre 2008, a sole 65 miglia da terra, interrompe la navigazione e richiede il supporto di un rimorchiatore neozelandese che lo conduce al porto di New Castle. La decisione di concludere l'impresa viene presa considerando le condizioni meteorologiche particolarmente sfavorevoli che avrebbero messo in serio pericolo la sua incolumità. L'impresa era stata seguita con collegamenti telefonici in diretta della trasmissione radiofonica Caterpillar di Rai Radio 2. La traversata dell'Oceano Pacifico è stata comunque certificata dalla Ocean Rowing Society come "completata".
Nel giugno del 2011 partecipa alla LA-NY footrace, corsa a piedi da Los Angeles a New York, attraverso gli Stati Uniti, di oltre 5300 km insieme ad altri 18 concorrenti. Arriva al traguardo di New York il 27 agosto al 5º posto in 746 ore 28 minuti e 49 secondi (70 giorni).
Nel 2017 attraversa con gli sci e una slitta il Vatnajökull la cappa di ghiaccio più grande per volume d'Europa in Islanda, in 13 giorni. Alex conclude la traversata di 180 km il 4 febbraio.
Nel 2018 corre la VIII EMU 6 day race World Trophy a Balatonfured in Ungheria, corsa non-stop su un circuito di 1 km. Segna il nuovo record di categoria classificandosi al 7º posto assoluto con 721,751 km percorsi.
Nel marzo 2019 lancia il progetto 10 Rivers 1 Ocean con cui naviga i fiumi più inquinati di plastica al mondo. L'obiettivo è di documentare il viaggio che compiono ogni anno milioni di tonnellate di rifiuti prima di accumularsi negli oceani di tutto il mondo. Nell'ambito di questo progetto, tra luglio e agosto 2019, con la sua barca a remi raggiunge una delle zone più densamente inquinate del Great Pacific Garbage Patch, tra la costa americana e le isole Hawaii. . Il progetto si conclude il 15 gennaio 2023 con la navigazione del fiume Mekong.
Nel giugno 2021 attraversa il fiume Po con una zattera assieme allo Youtuber Emalloru.

## Libri
Alex Bellini è autore di:
- "Mi chiamavano montanaro" (ed. Longanesi 2007);
- "Il Pacifico a remi" (ed. Longanesi 2010);
- "L'impresa e l'avventura" (Ed. Marsilio 2013);
- "Oltre, pensare da campioni per esprimersi al massimo del potenziale" (ed. RoiEdizioni 2018).
- Il viaggio più bello (Ed. Chiarelettere, 2020)
- Viaggio a Oblivia (Ed. Feltrinelli, 2022)